# Steinar Nilsen
Steinar Nilsen (Tromsø, 1º maggio 1972) è un allenatore di calcio ed ex calciatore norvegese, di ruolo difensore.
Fu soprannominato, dai tifosi del Napoli, Baywatch.

## Biografia
Ha un fratello maggiore, Roger Nilsen, anch'egli ex calciatore.
A dicembre 2007, Nilsen fu coinvolto in una rissa in un bar (i media riportarono l'indiscrezione dell'aggressione dell'ex difensore ai danni di un altro cliente, colpito con un boccale di birra). Nilsen dichiarò poi che l'incidente ebbe dei pesanti strascichi dal punto di vista emotivo, per la grande attenzione riservata dagli organi di informazione alla vicenda.

## Caratteristiche tecniche
Nilsen poteva ricoprire diversi ruoli. Veniva schierato da difensore centrale, preferibilmente in una linea a quattro, oppure da terzino (sia sulla fascia destra che su quella sinistra). Ambidestro, resistente fisicamente e forte nel colpo di testa, era in grado di giocare bene il pallone. In più, era dotato di un tiro potente.

## Carriera

### Giocatore

#### Club

##### Tromsø
Nilsen iniziò la carriera professionistica con la maglia del Tromsø. Debuttò nella 1. divisjon il 27 agosto 1989, all'età di 17 anni: sostituì infatti Erik Pedersen nel corso del secondo tempo della sfida contro il Vålerenga, conclusasi con un successo per 4-1. Collezionò soltanto poche presenze nelle sue prime stagioni in squadra; ottenne maggiore spazio a partire dal campionato 1992. Il 3 ottobre 1993 segnò il primo gol nell'Eliteserien, andando in rete nel 4-1 con cui il Tromsø superò lo HamKam.
Fu titolare nella finale di Coppa di Norvegia 1996, vinta per 2-1 sul Bodø/Glimt. Questo fu l'unico trofeo vinto da Nilsen nella sua carriera da calciatore.

##### Milan

George Weah e Nilsen al Milan sul finire del 1997

Nilsen arrivò al Milan nel novembre 1997, acquistato per 2 miliardi di lire. Fu segnalato al club meneghino da Per Bredesen, ex calciatore della squadra. Prelevato dal Tromsø in cambio di un 1,2 miliardi di lire, si sarebbe dovuto trasferire immediatamente in prestito al Monza, ma il norvegese rifiutò questa possibilità. Debuttò in Serie A in data 21 dicembre, sostituendo Giuseppe Cardone nel pareggio a reti inviolate contro il Bologna. L'8 gennaio 1998 fu titolare nell'andata dei quarti di finale dell'edizione stagionale della Coppa Italia, nel derby di Milano contro l'Inter. Sebbene dovesse giocare André Cruz e il norvegese fu schierato all'ultimo momento, offrì una prestazione più che discreta. Il Milan si impose sull'Inter con un 5-0: fu Nilsen a fissare il punteggio su questo risultato, con un potente calcio di punizione da oltre 25 metri, che bucò la barriera e si infilò alle spalle del portiere Gianluca Pagliuca. Nello stesso incontro, però, un tackle di Ronaldo lo infortunò e dovette lasciare il campo. Il calciatore fu così operato al menisco esterno dal professor Erik Rosenlund, a Oslo. Tornò in campo il 14 marzo, seppure nel campionato Primavera: giocò e segnò, infatti, nella partita contro i ragazzi del Treviso. Rientrò in Serie A il 28 marzo, sostituendo Daniele Daino nel secondo tempo della sconfitta per 4-1 contro la Juventus.

##### Napoli
A giugno 1998, Roberto Ayala si trasferì dal Napoli al Milan in cambio di 12 miliardi di lire, oltre alle comproprietà di Nilsen e Daino: per il norvegese, il Napoli ottenne anche il diritto di riscatto del cartellino. Il difensore dichiarò che gli fu promesso di tornare al Milan a fine stagione, dopo aver conquistato la promozione in Serie A con i partenopei. In seguito, però, dichiarò di voler restare a Napoli, sentendosi ormai messo da parte dai rossoneri. L'allenatore della squadra, Renzo Ulivieri, lo provò inizialmente al centro della difesa assieme a Francesco Baldini (senza risultati troppo brillanti). All'esordio in Serie B, datato 6 settembre 1998, segnò una rete nella sconfitta casalinga per 2-1 contro il Cosenza. Dopo le prime uscite non soddisfacenti, le prestazioni iniziarono a migliorare. Guadagnò anche gli elogi di Corrado Ferlaino, proprietario del club. Si procurò però un infortunio nella sfida contro il Cesena, rimanendo fuori dai giochi per qualche settimana. Agli inizi di aprile 1999, fu protagonista di un litigio in allenamento con il compagno di squadra Luca Mondini: a seguito di qualche incomprensione tra i due, il norvegese spinse il portiere, prima che la piccola rissa fosse sedata dagli altri calciatori e dallo stesso Ulivieri. Il Napoli non centrò la promozione in Serie A, al termine della stagione, ma la difesa fu uno dei reparti più positivi, anche per il lavoro svolto da Nilsen.
Nell'estate 1999, il calciatore fu riscattato interamente dal Napoli. In panchina arrivò Walter Novellino, che fece intendere di non aver bisogno del difensore, salvo poi cambiare idea. Una prestazione eccellente nell'edizione stagionale della Coppa Italia contro il Como mise definitivamente da parte i dubbi di Novellino. Il reintegro di Nilsen migliorò il rendimento della difesa del Napoli e il norvegese diventò una delle spine dorsali della squadra, assieme a Francesco Turrini e Oscar Magoni. A novembre però, in seguito alla pesante sconfitta contro il Treviso, Nilsen perse il posto in squadra in favore di Alessandro Sbrizzo. Gli elementi della difesa di Novellino, però, variarono spesso: il norvegese riconquistò così il posto da titolare alla fine del 1999. Il Napoli raggiunse il secondo posto finale in classifica, conquistando la promozione nella massima divisione italiana.
Non vestì mai la maglia del club in Serie A, a causa di un lungo infortunio. Proprio per via di questo stop, a gennaio 2001 risolse il contratto che lo legava alla società. Il suo addio al Napoli generò un contenzioso: il calciatore sostenne infatti di essere stato costretto a giocare delle partite, pur essendo infortunato, nella primavera 2000: fu così costretto a un trapianto di cartilagine e, durante il periodo successivo lontano dai campi da gioco, arrivò la rescissione.

##### Ritorno al Tromsø
A seguito dell'infortunio che lo portò a risolvere il contratto con il Napoli, gli fu consigliato di lasciare il calcio. Un recupero sorprendente, invece, gli permise di tornare a calcare i campi da gioco, con la maglia del Tromsø. Il rientro ufficiale in campo il 9 maggio 2002, con la sua squadra all'epoca militante in 1. divisjon, quando fu titolare nel 3-1 inflitto allo Hønefoss. Il 30 giugno andò anche in gol: fu infatti sua una delle reti del 5-1 con cui il suo club superò lo Haugesund. Il Tromsø vinse il campionato e conquistò così la promozione nell'Eliteserien e Nilsen contribuì con 18 presenze totali e 2 reti.
Rimase altre due stagioni, entrambe nella massima divisione norvegese. L'ultima gara ufficiale della sua carriera fu datata 30 ottobre 2004, giocando da titolare nella vittoria casalinga per 3-1 sul Sogndal.

#### Nazionale
Nilsen giocò 9 partite per la Norvegia under 21. Esordì il 6 febbraio 1992, in una gara non considerata però ufficiale perché giocata contro la nazionale maggiore islandese. La prima presenza vera e propria, quindi, fu datata 22 settembre 1992: fu titolare nel successo per 1-0 sull'Paesi Bassi under 21.
Per la selezione maggiore, invece, giocò 2 partite. Collezionò poche presenze poiché chiuso dall'alto numero di difensori norvegesi, per la maggior parte militanti nel campionato inglese. Debuttò l'8 ottobre 1997, subentrando a Bjørn Tore Kvarme nel pareggio a reti inviolate contro la Colombia, in amichevole.

### Allenatore
Il 3 dicembre 2004 diventò assistente del tecnico Otto Ulseth, al Tromsø.
Il 2 agosto 2005, Ulseth fu allontanato dal Tromsø a causa della posizione della squadra in classifica e Nilsen ne prese il posto. L'ex difensore condusse il club alla salvezza e lo qualificò alla fase a gironi della Coppa UEFA 2005-2006, grazie a un successo nei preliminari contro i turchi del Galatasaray. Nilsen espresse comunque dei dubbi sulla sua posizione di allenatore, ritenendo che il suo passaggio dal campo alla panchina fosse avvenuto in maniera troppo repentina. Il 16 novembre criticò la scelta di Lars Hirschfeld di trasferirsi al Rosenborg a parametro zero, accusandolo di mancata riconoscenza verso il Tromsø. Alla fine del 2005 Nilsen lasciò il suo ruolo all'interno della squadra, con Ivar Morten Normark.
Nel luglio 2006, dopo un'altra serie di cattivi risultati, il Tromsø valutò la posizione dell'allenatore Normark. Il tecnico e il suo staff non godevano della stima della squadra e la dirigenza iniziò così a pensare di richiamare Nilsen. L'11 agosto fu ufficiale il ritorno in panchina della sua vecchia squadra. Il Tromsø era, in quel momento, in fondo alla classifica. Portò però la squadra alla salvezza.
Il 20 ottobre 2008 annunciò che, al termine della stagione, avrebbe lasciato il Tromsø (un anno prima della naturale scadenza del contratto). Aggiunse di essere alla ricerca di un club disposto ad assecondare le sue ambizioni. Il 21 novembre 2008 fu nominato nuovo tecnico del Brann, a partire dal 1º gennaio 2009. Il 21 maggio 2010 rassegnò le dimissioni, dopo una sconfitta per 1-0 contro il Fyllingen nell'edizione stagionale della Coppa di Norvegia e il momentaneo penultimo posto in campionato.
Il 6 settembre 2013, tornò al Tromsø nella veste di assistente dell'allenatore Agnar Christensen. Il 1º ottobre successivo, a seguito dell'esonero di Christensen, fu nominato nuovo allenatore, avvalendosi dell'aiuto dell'assistente Sigurd Rushfeldt. A fine stagione, il club non raggiunse la salvezza e retrocesse in 1. divisjon.
Il 26 ottobre 2014, il Tromsø fece ufficialmente ritorno in Eliteserien con la vittoria casalinga per 1-0 contro il Fredrikstad, classificandosi matematicamente al secondo posto con un turno d'anticipo. Il 18 agosto 2015 venne esonerato.
L'11 agosto 2024 è stato nominato nuovo allenatore del Sandnes Ulf, con un contratto valido fino al termine della stagione.

## Statistiche

### Giocatore

#### Presenze e reti nei club
| Stagione      | Club          | Campionato    | Campionato | Campionato | Coppe nazionali | Coppe nazionali | Coppe nazionali | Coppe continentali | Coppe continentali | Coppe continentali | Supercoppe | Supercoppe | Supercoppe | Totale | Totale |
| Stagione      | Club          | Comp          | Pres       | Reti       | Comp            | Pres            | Reti            | Comp               | Pres               | Reti               | Comp       | Pres       | Reti       | Pres   | Reti   |
| ------------- | ------------- | ------------- | ---------- | ---------- | --------------- | --------------- | --------------- | ------------------ | ------------------ | ------------------ | ---------- | ---------- | ---------- | ------ | ------ |
| 1989          | Tromsø        | 1D            | 1          | 0          | CN              | ?               | ?               | -                  | -                  | -                  | -          | -          | -          | ?      | ?      |
| 1990          | Tromsø        | 1D            | 2          | 0          | CN              | ?               | ?               | -                  | -                  | -                  | -          | -          | -          | ?      | ?      |
| 1991          | Tromsø        | ES            | 8          | 0          | CN              | ?               | ?               | CU                 | 0                  | 0                  | -          | -          | -          | ?      | ?      |
| 1992          | Tromsø        | ES            | 20         | 0          | CN              | ?               | ?               | -                  | -                  | -                  | -          | -          | -          | ?      | ?      |
| 1993          | Tromsø        | ES            | 19         | 1          | CN              | ?               | ?               | -                  | -                  | -                  | -          | -          | -          | ?      | ?      |
| 1994          | Tromsø        | ES            | 13         | 0          | CN              | ?               | ?               | -                  | -                  | -                  | -          | -          | -          | ?      | ?      |
| 1995          | Tromsø        | ES            | 10         | 0          | CN              | ?               | ?               | CI                 | ?                  | 0                  | -          | -          | -          | ?      | ?      |
| 1996          | Tromsø        | ES            | 17         | 2          | CN              | ?               | ?               | -                  | -                  | -                  | -          | -          | -          | ?      | ?      |
| 1997          | Tromsø        | ES            | 25         | 5          | CN              | ?               | ?               | CC                 | 4                  | 1                  | -          | -          | -          | ?      | ?      |
| 1997-1998     | Milan         | A             | 5          | 0          | CI              | 2               | 1               | -                  | -                  | -                  | -          | -          | -          | 7      | 1      |
| 1998-1999     | Napoli        | B             | 26         | 1          | CI              | 2               | 0               | -                  | -                  | -                  | -          | -          | -          | 28     | 1      |
| 1999-2000     | Napoli        | B             | 27         | 0          | CI              | 4               | 0               | -                  | -                  | -                  | -          | -          | -          | 31     | 0      |
| 2000-2001     | Napoli        | A             | 0          | 0          | CI              | 0               | 0               | -                  | -                  | -                  | -          | -          | -          | 0      | 0      |
| Totale Napoli | Totale Napoli | Totale Napoli | 53         | 1          |                 | 6               | 0               |                    | 0                  | 0                  |            | 0          | 0          | 59     | 1      |
| 2002          | Tromsø        | 1D            | 17         | 2          | CN              | 1               | 0               | -                  | -                  | -                  | -          | -          | -          | 18     | 2      |
| 2003          | Tromsø        | ES            | 20         | 0          | CN              | 4               | 0               | -                  | -                  | -                  | -          | -          | -          | 24     | 0      |
| 2004          | Tromsø        | ES            | 23         | 1          | CN              | 2               | 0               | -                  | -                  | -                  | -          | -          | -          | 25     | 1      |
| Totale Tromsø | Totale Tromsø | Totale Tromsø | 175        | 10         |                 | 7+              | 0+              |                    | 4+                 | 1                  |            | 0          | 0          | ?      | ?      |
| Totale        | Totale        | Totale        | 233        | 11         |                 | 15+             | 1+              |                    | 4+                 | 1                  |            | 0          | 0          | 252+   | 13+    |

#### Cronologia presenze e reti in nazionale
| Cronologia completa delle presenze e delle reti in nazionale ― Norvegia | Cronologia completa delle presenze e delle reti in nazionale ― Norvegia | Cronologia completa delle presenze e delle reti in nazionale ― Norvegia | Cronologia completa delle presenze e delle reti in nazionale ― Norvegia | Cronologia completa delle presenze e delle reti in nazionale ― Norvegia | Cronologia completa delle presenze e delle reti in nazionale ― Norvegia | Cronologia completa delle presenze e delle reti in nazionale ― Norvegia | Cronologia completa delle presenze e delle reti in nazionale ― Norvegia |
| Data                                                                    | Città                                                                   | In casa                                                                 | Risultato                                                               | Ospiti                                                                  | Competizione                                                            | Reti                                                                    | Note                                                                    |
| ----------------------------------------------------------------------- | ----------------------------------------------------------------------- | ----------------------------------------------------------------------- | ----------------------------------------------------------------------- | ----------------------------------------------------------------------- | ----------------------------------------------------------------------- | ----------------------------------------------------------------------- | ----------------------------------------------------------------------- |
| 8-10-1997                                                               | Oslo                                                                    | Norvegia                                                                | 0 – 0                                                                   | Colombia                                                                | Amichevole                                                              | -                                                                       | 84’                                                                     |
| 22-4-1998                                                               | Copenaghen                                                              | Danimarca                                                               | 0 – 0                                                                   | Norvegia                                                                | Amichevole                                                              | -                                                                       |                                                                         |
| Totale                                                                  |                                                                         | Presenze                                                                | 2                                                                       |                                                                         | Reti                                                                    | 0                                                                       |                                                                         |

### Allenatore
Statistiche aggiornate al 1º ottobre 2013.
| Stagione           | Squadra            | Campionato         | Piazzamento        | Andamento | Andamento | Andamento | Andamento |
| Stagione           | Squadra            | Campionato         | Piazzamento        | Giocate   | Vittorie  | Pareggi   | Sconfitte |
| ------------------ | ------------------ | ------------------ | ------------------ | --------- | --------- | --------- | --------- |
| 2005               | Tromsø             | Eliteserien        | subentrato, 8º     | 11        | 6         | 4         | 1         |
| 2006               | Tromsø             | Eliteserien        | subentrato, 10º    | 10        | 5         | 0         | 5         |
| 2007               | Tromsø             | Eliteserien        | 6º                 | 26        | 12        | 4         | 10        |
| 2008               | Tromsø             | Eliteserien        | 3º                 | 26        | 12        | 8         | 6         |
| 2009               | Brann              | Eliteserien        | 5º                 | 30        | 12        | 8         | 10        |
| 2010               | Brann              | Eliteserien        | dimissionario      | 12        | 2         | 4         | 6         |
| 2013               | Tromsø             | Eliteserien        | subentrato         | 0         | 0         | 0         | 0         |
| Totale Eliteserien | Totale Eliteserien | Totale Eliteserien | Totale Eliteserien | 115       | 49        | 28        | 38        |
| Totale carriera    | Totale carriera    | Totale carriera    | Totale carriera    | 115       | 49        | 28        | 38        |

## Palmarès

### Giocatore

#### Club
- Coppa di Norvegia: 1

Tromsø: 1996